# Curt O. Schaller
Curt Oswald Schaller (Múnic, 22 de juny de 1964) és un director de fotografia, operador de Steadicam i fotògraf alemany.
També és el desenvolupador i dissenyador dels sistemes d'estabilització de càmera d'ARRI.
El 2025, va guanyar un Oscar pel concepte, disseny i desenvolupament del sistema Trinity-2.

## Biografia
El 1984, Schaller va començar a formar-se com a ajudant de càmera i després com a càmera als estudis de cinema i televisió de Bavaria.
Després de la seva formació, inicialment va treballar com a càmera d'estudi fins que es va especialitzar en documentals estrangers a principis dels anys noranta. A partir de mitjans dels anys noranta, Curt O. Schaller va treballar com a càmera en produccions en sèries i com a operador de Steadicam en sèries de televisió, pel·lícules, espectacles i documentals.
A finals dels anys noranta, Schaller va aprofitar la seva experiència com a càmera i operador de Steadicam i va començar a desenvolupar els seus propis sistemes d'estabilització de càmera, que van evolucionar fins a la sèrie artemis de Sachtler / Vitec Videocom el 2001. La sèrie artemis que va desenvolupar va ser el primer sistema modular d'estabilització de càmera del món quan es va llançar al NAB Show de Las Vegas del 2001. A més, els sistemes artemis HD van ser els primers sistemes d'estabilització de càmera Full HD del món en aquell moment.
El 2015, Curt O. Schaller va desenvolupar el sistema (artemis) Trinity juntament amb Roman Foltyn, un enginyer amb doctorat. Va ser el primer sistema d'estabilització de càmera del món que combinava un sistema d'estabilització mecànic i electrònic.
L'abril de 2016, va transferir tota la seva cartera de productes Artemis de Sachtler / Vitec Videocom a ARRI, on va exercir com a gerent de producte per a sistemes d'estabilització de càmera, impulsant el desenvolupament posterior dels sistemes (artemis) Trinity.
El 2025, Curt O. Schaller va rebre el Academy Scientific and Engineering Award pel concepte, disseny i desenvolupament del sistema Trinity-2.
A més, des del 1998 també treballa com a professor en la formació d'operadors de Steadicam a tot el món.

## Sistemes d'estabilització de la càmera (selecció)
- ARRI ARTEMIS 2
- ARRI TRINITY 2

## Premis
- 2016: Cine Gear Expo Technical Award per al desenvolupament del sistema d'estabilització de la càmera ARRI (artemis) Trinity[7]
- 2016: cinecAward per al desenvolupament del sistema d'estabilització de la càmera ARRI (artemis) Trinity[8][9]
- 2017: BIRTV Award per al desenvolupament del sistema d'estabilització de la càmera ARRI (artemis) Trinity[10]
- 2025: Academy Scientific and Engineering Award per al concepte, disseny i desenvolupament del sistema Trinity 2[1][2][3]

## Professor

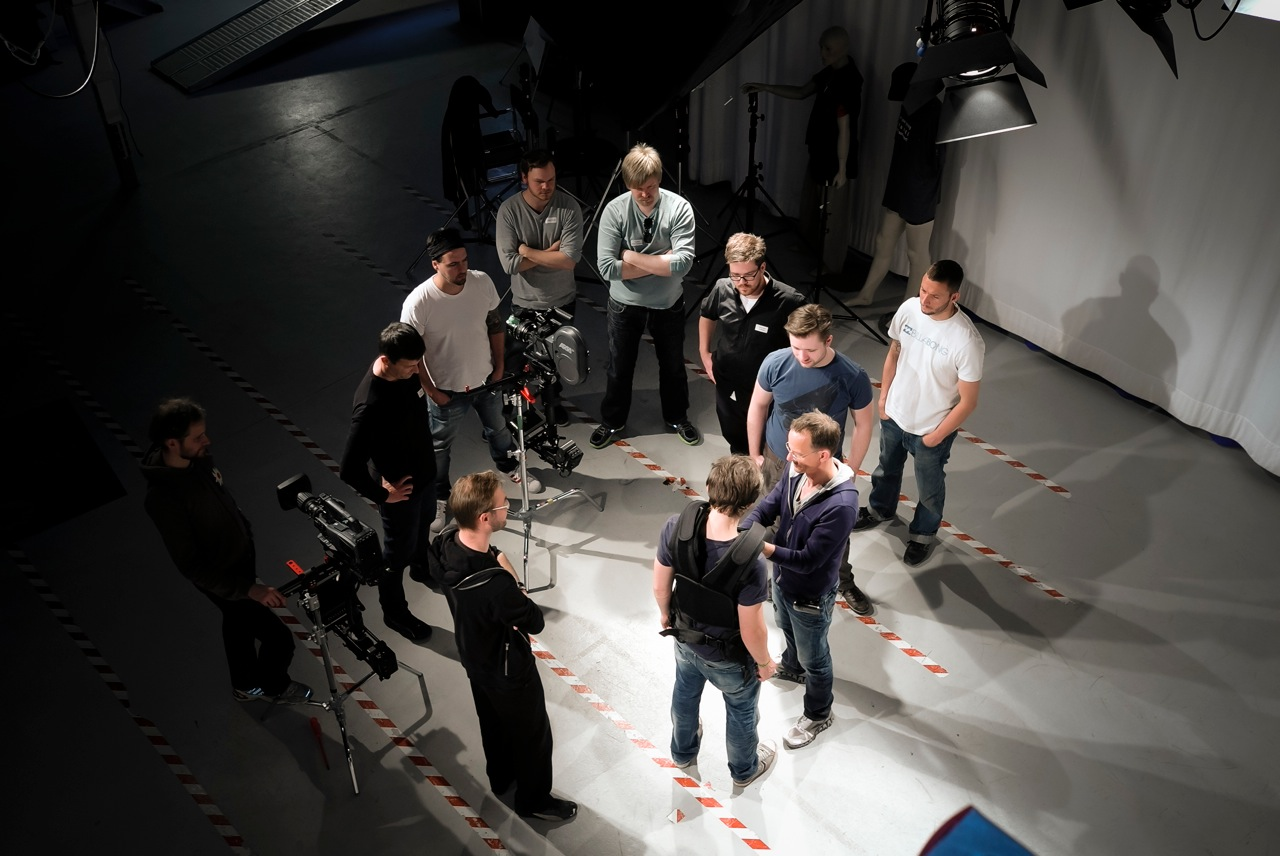
Workshop d'operador de steadicam.

- Acadèmia ARRI, Múnic, des de l'any 2016: Workshops d'operador de TRINITY.
- Gerasimov Institut de la cinematografia, de Moscou.
- Münchner Filmwerkstatt e. V., Múnic, des del 2012.[11]
- Acadèmia Sachtler de Múnic, des de 2005 fins a l'any 2016: Tallers d'operador de steadicam a Alemanya, Àustria, Bèlgica, Brasil, Dubai, França, Itàlia, Japó, països baixos, Àustria, Rússia, Suïssa, Taiwan, EUA.[12]

## Filmografia (selecció)

### Operador de steadicam
Televisió
- Aktenzeichen XY … ungelöst
- K11 – Kommissare im Einsatz
- Lindenstraße
- Marienhof
- Mein Leben & Ich
- SOKO Wismar
- Verbotene Liebe

### Operador de càmera
Televisió
- Arabella
- Bullyparade
- Comedy Factory
- Fliege
- Formel 1
- Traumhochzeit
- Versteckte Kamera